# Sacrarmonia Live
"Sacrarmonia Live [il viaggio]" è il primo CD/DVD di Antonella Ruggiero del 2004.
Il lavoro viene distribuito sotto forma di cofanetto contenente DVD+CD (ma anche solo in versione CD) .
Il DVD comprende le suggestive e bellissime immagini del concerto di Antonella e Arkè Quartet, tenutosi in piazza Santo Stefano a Bologna, il 13 luglio 2003. Piazza gremita per il concerto che ha reso possibile la registrazione del primo DVD ufficiale di Antonella Ruggiero.
Il repertorio di questo concerto è una sorta di antologia musicale degli ultimi anni di lavoro di Antonella Ruggiero: brani tratti dal repertorio sacro (già pubblicati nel lavoro in studio: Luna Crescente) e brani tratti dalla tradizione sacra e popolare di tutto il mondo. Inoltre troviamo brani del repertorio di Antonella ("corale cantico" e "il canto dell'amore") già presenti nel suo primo disco, Libera. Il disco viene chiuso da un pezzo famosissimo della tradizione cubana "Guantanamera".
All'interno del DVD troviamo delle bonus tracks, registrate durante altre manifestazioni che hanno visto Antonella come protagonista.
Il lavoro è stato presentato con un concerto speciale, tenutosi il 4 giugno 2004 nella città di New York nell'ambito del Brooklyn International Film Festival presso il Brooklyn Museum.

## Tracce

### CD
1. corale cantico
2. in volo
3. aria sulla IV corda
4. sanctus
5. god rest you merry gentlemen
6. la danza (tum hi shiva)
7. il canto dell'amore
8. il viaggio
9. lo frate sole
10. balada do sino
11. kyrie (missa luba)
12. occhi di bambino
13. ave maria
14. gloria (misa criolla)
15. panis angelicus
16. guantanamera

### DVD
1. corale cantico
2. la danza - tum hi shiva
3. god rest you merry gentlemen
4. kyrie (missa luba)
5. il canto dell'amore
6. perpetuum mobile
7. balada do sino
8. sanctus
9. in volo
10. gloria (misa criolla)
11. il viaggio
12. panis angelicus
13. guantanamera

- Extra (bonus tracks)

1. ave maria
2. occhi di bambino
3. four for tango
4. gloria
5. pitagora
6. kyrie